# Like a Boy
Like a Boy (englisch „Wie ein Junge“) ist ein von der US-amerikanischen Hip-Hop- und R&B-Sängerin Ciara Harris geschriebenes Lied. Es wurde als dritte Single von Ciaras zweiten Studioalbum The Evolution am 13. Februar 2007 veröffentlicht.

## Inhalt
Produziert wurde die Single durch The Clutch. Musikalisch bewegt sich das Stück im Bereich der Popmusik mit R&B- und Hip-Hop-Einflüssen.
Im Liedtext singt Harris über das andere Geschlecht, wie sie es besser handhaben würde.

## Erfolge
In den Billboard Hot 100 Jahrescharts platzierte sich Like a Boy auf Position 68. Die Single verkaufte sich in den Vereinigten Staaten über 500.000 Mal, womit es von der Recording Industry Association of America mit einer Goldenen Schallplatte ausgezeichnet wurde. Das dazugehörige Musikvideo war bei den MTV Video Music Awards 2007 in der Kategorie beste Tanzeinlage in einem Musikvideo nominiert, musste sich aber Justin Timberlake und T.I. mit My Love geschlagen geben. Außerdem verlor Ciara ebenfalls in der Kategorie Video des Jahres bei den BET Award 2007 gegen Beyoncé.
| ChartsChartplatzierungen       | Höchstplatzierung | Wochen |
| ------------------------------ | ----------------- | ------ |
| Deutschland (GfK)              | 29 (14 Wo.)       | 14     |
| Österreich (Ö3)                | 47 (8 Wo.)        | 8      |
| Schweiz (IFPI)                 | 16 (23 Wo.)       | 23     |
| Vereinigtes Königreich (OCC)   | 16 (12 Wo.)       | 12     |
| Vereinigte Staaten (Billboard) | 19 (20 Wo.)       | 20     |